# Ариёси, Митио
Митио Ариёси (яп. 有吉 道夫 Ариёси Митио, 27 июля 1935, Бидзен — 27 сентября 2022) — японский профессиональный игрок в сёги, 9-й дан. Ученик Ясухару Оямы, 15-го пожизненного мэйдзина; директор Мемориального музея Оямы; автор одного из первых учебников по сёги для западных игроков (на английском).

## Ученики
- Кодзо Аримори (яп. 有森浩三 Аримори Ко:дзо:), 7 дан
- Тосиюки Цубоути (яп. 坪内利幸 Цубоути Тосиюки), 7 дан
- Маюми Хаяси (яп. 林まゆみ Хаяси Маюми), 3-й женский дан.

## Разряды по сёги
- 1951: 3 кю
- 1953: 1 дан
- 1955: 4 дан
- 1979: 9 дан
- 2010: Как профессиональный игрок, ушёл в отставку.

## Достижения
- Результат в официальных играх: 1088 побед, 1002 поражения.
- Пребывание в лиге класса А: 21 год.
- Во второй половине 1972 года завоевал титул кисэй.
- Участий в финальных титульных матчах: 9.[3]